# Agaton Sax och vita möss-mysteriet
Agaton Sax och vita möss-mysteriet (1957) är Nils-Olof Franzéns tredje roman om detektiven Agaton Sax.

## Handling
Agaton Sax blir överfallen och hotad i sin bostad. Senare får han ett telegram från Andreas Kark där han varnar honom för bolaget AB Atom-Kola. Han går ut på stan. Där möter han väldigt många människor med en mössa som det står AB Atom-Kola på. Det är Petterssons tobak som delar ut dem. Väl hemma får han ett till telegram från Andreas Kark. De ska mötas i en källare i London dagen därpå. Men Agaton Sax var på sin vakt. Han ordnade en fälla om det inte skulle vara Andreas Kark. Det var inte Andreas Kark, så han infångade tjuvarna. Det var de som hade telegraferat till honom under Andreas Karks namn. Agaton Sax bevittnar sedan hur storskurkarna Anaxagoras Frank och Julius Mosca bildar ett bolag för att bekämpa Scotland Yard och honom själv.
Styrelsesammanträdet i det nya bolaget fortsätter på båten Platta baljan. Där övermannar Agaton Sax skurken Svarte Max som är och dyker runt båten. Han klär ut sig själv till Svarte Max och går upp på båten till Frank och Mosca. Där får han en del information. Nu hyr han en spökvilla där han skrämmer alla tjuvarna och fångar alla utom Julius Mosca, som han dock fångar senare på Madame Tussauds. 